# FIL-Sommerrodel-Cup 2018

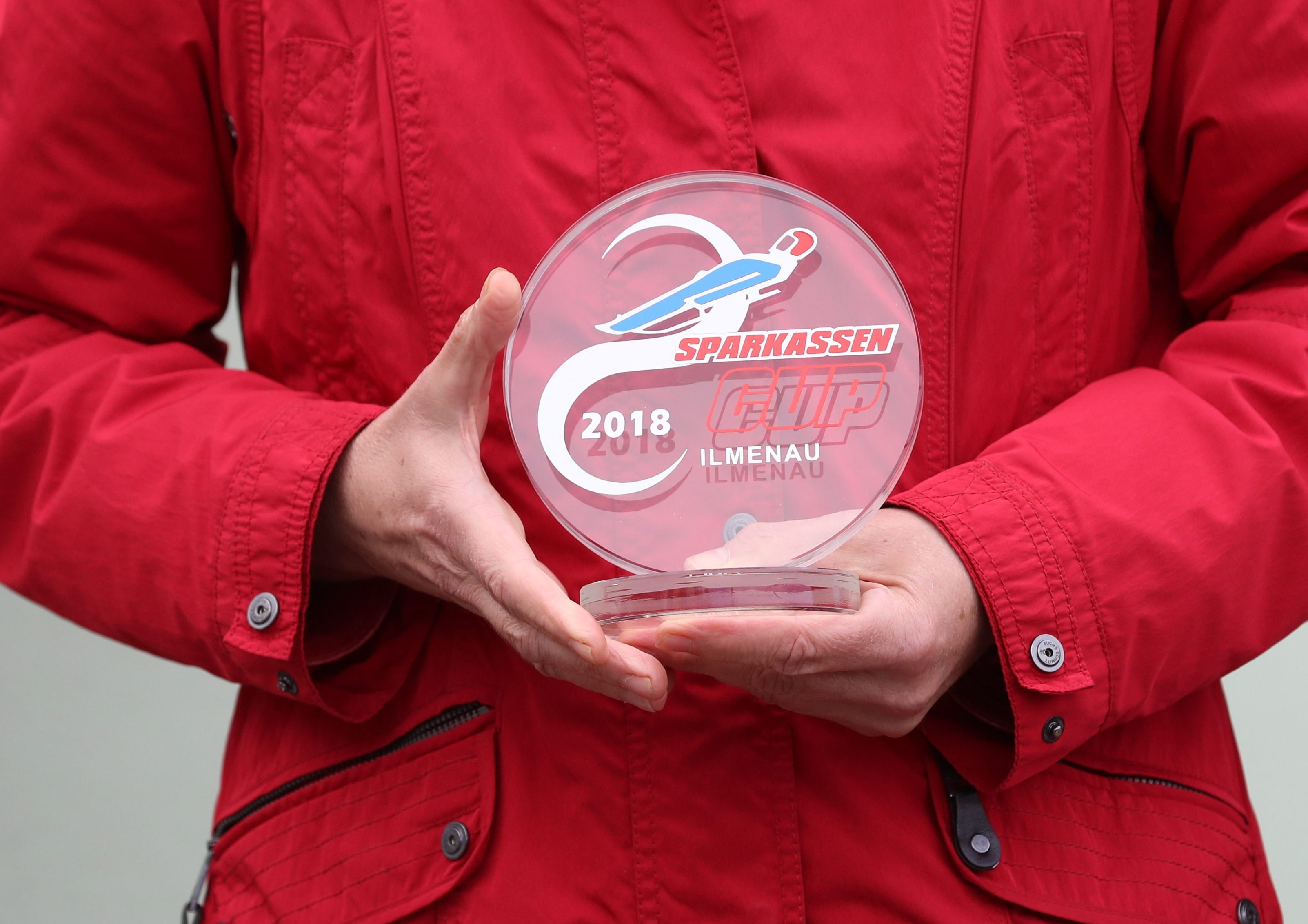
Sieger-Trophäe

Der FIL-Sommerrodel-Cup 2018 war die 26. Auflage des von der Fédération Internationale de Luge de Course veranstalteten Sommerrodel-Cups, der am 30. August und 1. September 2018 auf der Rennschlittenbahn „Wolfram Fiedler“ in Ilmenau ausgetragen wurde. Es fanden Wettbewerbe in den Altersklassen Elite/Junioren und Jugend A statt, die jeweils in drei Läufen entschieden wurden. Es siegten Andi Langenhan und Dajana Eitberger in der Altersklasse Elite/Junioren sowie Nico Baum und Lisa Lerch in der Altersklasse Jugend A.

## Titelverteidiger
Beim FIL-Sommerrodel-Cup im September 2017 siegten Andi Langenhan und Dajana Eitberger in der Altersklasse Elite/Junioren sowie Tomáš Vaverčák und Vanessa Schneider in der Altersklasse Jugend A. Vaverčák und Schneider traten nicht zur Titelverteidigung an.

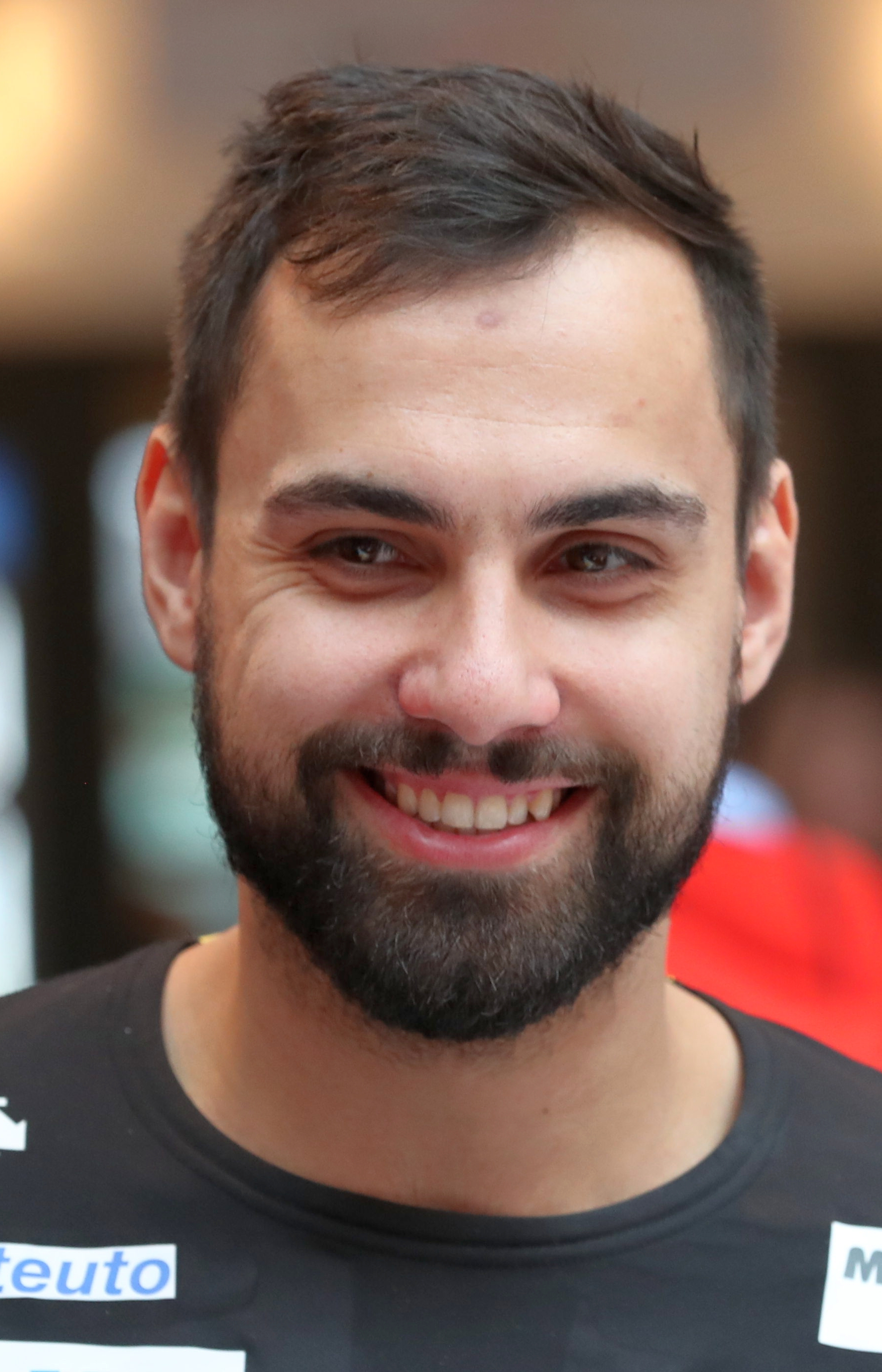
Andi Langenhan
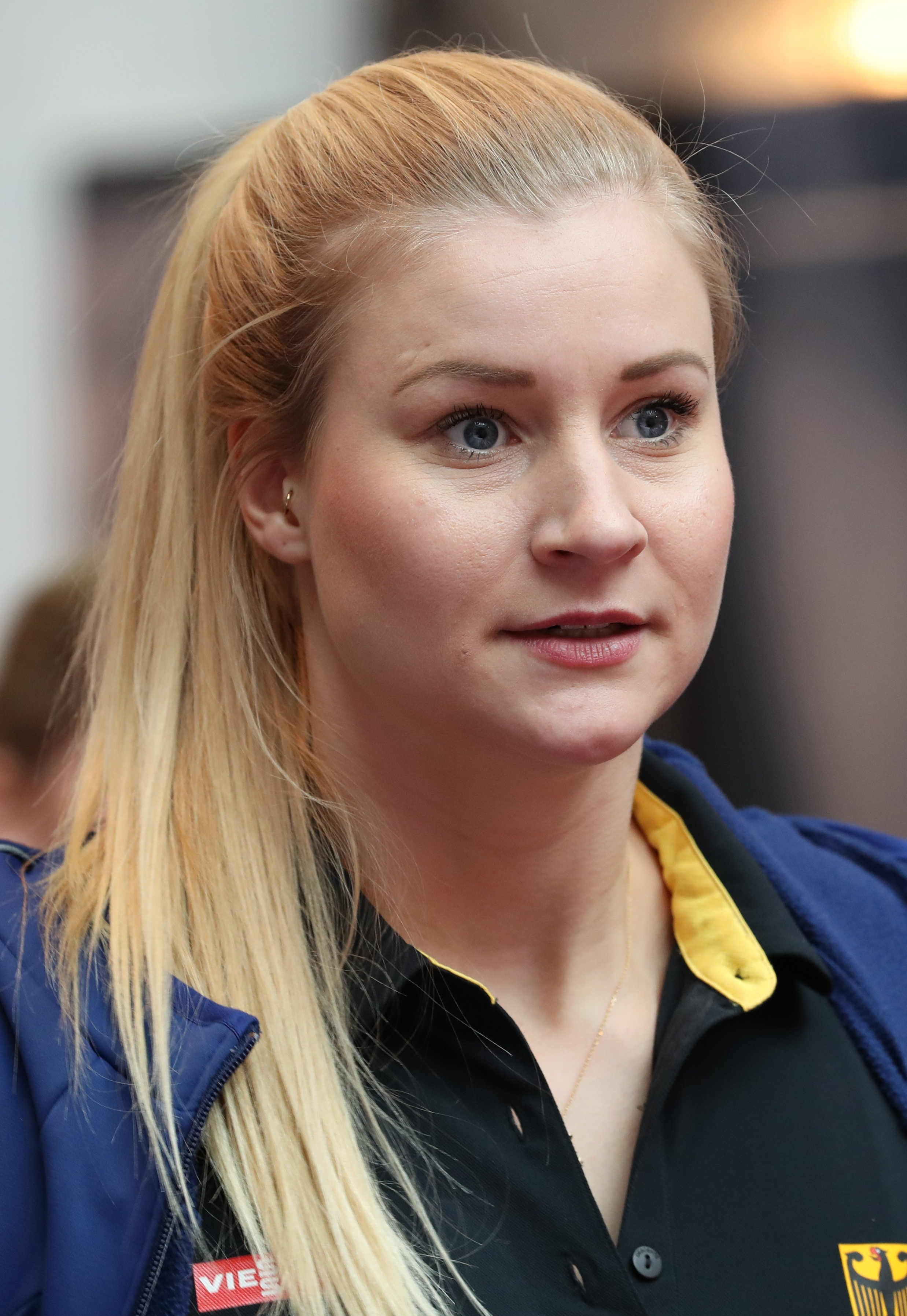
Dajana Eitberger
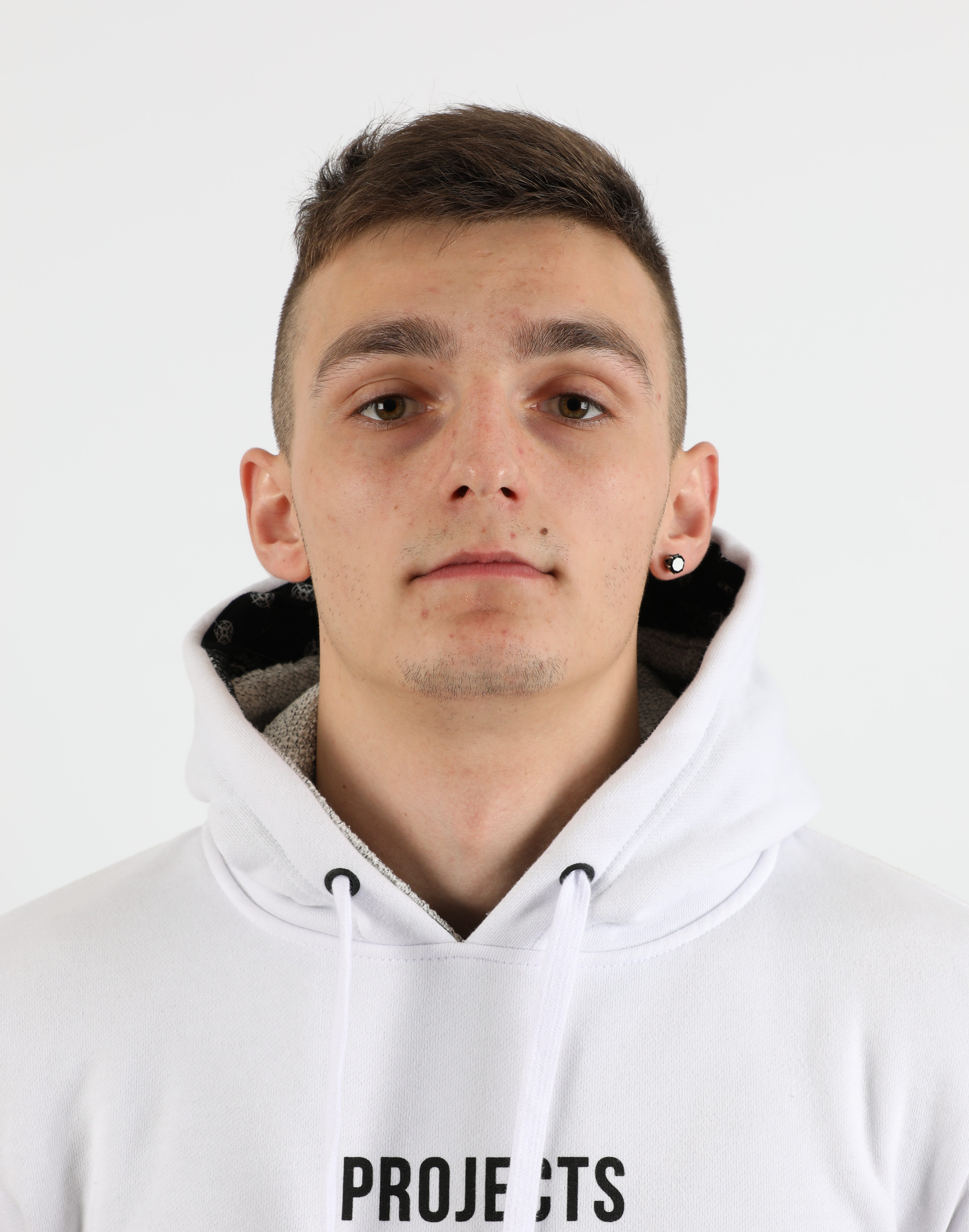
Tomáš Vaverčák
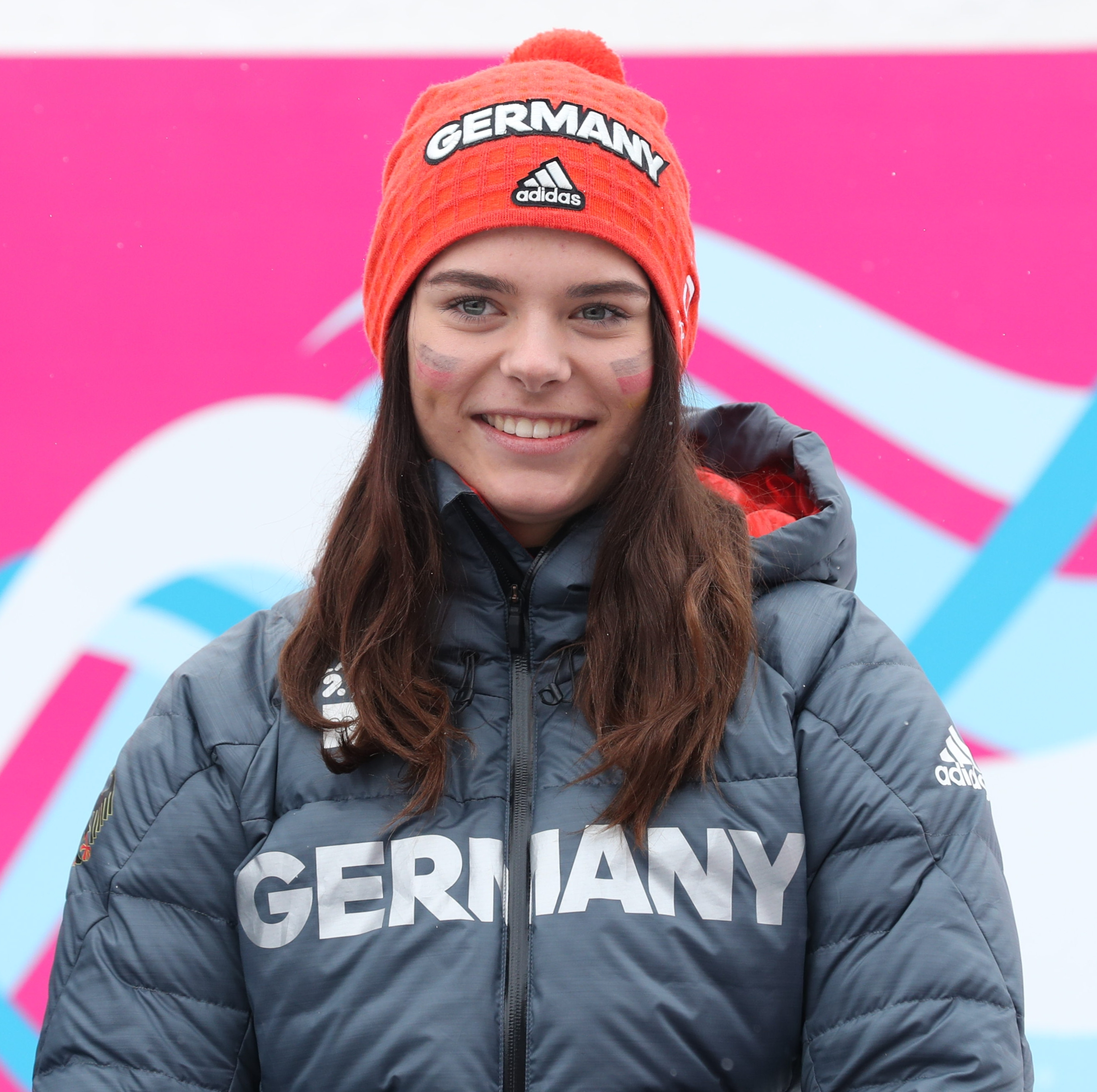
Vanessa Schneider

## Ergebnisse

### Altersklasse Elite/Junioren

#### Männer
| Platz             | Sportler                       | Laufzeit 1                     | Laufzeit 2                     | Laufzeit 3                     | Endzeit                        |
| ----------------- | ------------------------------ | ------------------------------ | ------------------------------ | ------------------------------ | ------------------------------ |
| 1                 | Andi Langenhan                 | 20,418 s (2)                   | 20,365 s (1)                   | 20,401 s (1)                   | 1:01,184 Minuten               |
| 2                 | Johannes Ludwig                | 20,402 s (1)                   | 20,387 s (2)                   | 20,459 s (3)                   | 1:01,509 Minuten               |
| 3                 | Max Langenhan                  | 20,537 s (4)                   | 20,409 s (3)                   | 20,402 s (2)                   | 1:01,348 Minuten               |
| 4                 | Wojciech Chmielewski           | 20,515 s (3)                   | 20,464 s (4)                   | 20,472 s (4)                   | 1:01,451 Minuten               |
| 5                 | Sebastian Bley                 | 20,572 s (5)                   | 20,488 s (6)                   | 20,488 s (5)                   | 1:01,548 Minuten               |
| 6                 | Mateusz Sochowicz              | 20,754 s (8)                   | 20,482 s (5)                   | 20,504 s (6)                   | 1:01,740 Minuten               |
| 7                 | Florian Löffler                | 20,714 s (6)                   | 20,619 s (7)                   | 20,672 s (8)                   | 1:02,005 Minuten               |
| 8                 | Florian Berkes                 | 20,714 s (6)                   | 20,711 s (11)                  | 20,670 s (7)                   | 1:02,095 Minuten               |
| 9                 | Yannick Müller                 | 20,787 s (9)                   | 20,647 s (10)                  | 20,721 s (9)                   | 1:02,155 Minuten               |
| 10                | Moritz Bollmann                | 20,982 s (10)                  | 20,647 s (9)                   | 20,721 s (10)                  | 1:02,405 Minuten               |
| 11                | Bastian Schulte                | 21,061 s (12)                  | 20,620 s (8)                   | 20,940 s (12)                  | 1:02,621 Minuten               |
| 12                | Kacper Tarnawski               | 21,024 s (11)                  | 20,764 s (12)                  | 20,870 s (11)                  | 1:02,658 Minuten               |
|                   | Ralf Palik                     | ausgeschieden im Hoffnungslauf | ausgeschieden im Hoffnungslauf | ausgeschieden im Hoffnungslauf | ausgeschieden im Hoffnungslauf |
| David Nößler      | ausgeschieden im Hoffnungslauf | ausgeschieden im Hoffnungslauf | ausgeschieden im Hoffnungslauf | ausgeschieden im Hoffnungslauf |                                |
| Paul Gubitz       | ausgeschieden im Hoffnungslauf | ausgeschieden im Hoffnungslauf | ausgeschieden im Hoffnungslauf | ausgeschieden im Hoffnungslauf |                                |
| Jakob Jannusch    | ausgeschieden im Hoffnungslauf | ausgeschieden im Hoffnungslauf | ausgeschieden im Hoffnungslauf | ausgeschieden im Hoffnungslauf |                                |
| Hannes Orlamünder | ausgeschieden im Hoffnungslauf | ausgeschieden im Hoffnungslauf | ausgeschieden im Hoffnungslauf | ausgeschieden im Hoffnungslauf |                                |
| Max Ewald         | ausgeschieden im Hoffnungslauf | ausgeschieden im Hoffnungslauf | ausgeschieden im Hoffnungslauf | ausgeschieden im Hoffnungslauf |                                |
| Thomas Jaensch    | ausgeschieden im Hoffnungslauf | ausgeschieden im Hoffnungslauf | ausgeschieden im Hoffnungslauf | ausgeschieden im Hoffnungslauf |                                |
| Žiga Biruš        | ausgeschieden im Hoffnungslauf | ausgeschieden im Hoffnungslauf | ausgeschieden im Hoffnungslauf | ausgeschieden im Hoffnungslauf |                                |
| Lien Te-an        | ausgeschieden im Hoffnungslauf | ausgeschieden im Hoffnungslauf | ausgeschieden im Hoffnungslauf | ausgeschieden im Hoffnungslauf |                                |
| Rico Pforte       | ausgeschieden im Hoffnungslauf | ausgeschieden im Hoffnungslauf | ausgeschieden im Hoffnungslauf | ausgeschieden im Hoffnungslauf |                                |
| Jakub Kowalewski  | ausgeschieden im Hoffnungslauf | ausgeschieden im Hoffnungslauf | ausgeschieden im Hoffnungslauf | ausgeschieden im Hoffnungslauf |                                |

#### Frauen
| Platz | Sportler               | Laufzeit 1   | Laufzeit 2   | Laufzeit 3   | Endzeit          |
| ----- | ---------------------- | ------------ | ------------ | ------------ | ---------------- |
| 1     | Dajana Eitberger       | 20,906 s (1) | 20,768 s (1) | 20,810 s (1) | 1:02,484 Minuten |
| 2     | Julia Taubitz          | 21,099 s (3) | 21,109 s (4) | 20,926 s (2) | 1:03,134 Minuten |
| 3     | Lisa Schulte           | 21,005 s (2) | 21,088 s (3) | 21,190 s (4) | 1:03,283 Minuten |
| 4     | Antonia Weisemann      | 21,263 s (4) | 20,999 s (2) | 21,206 s (5) | 1:03,468 Minuten |
| 5     | Merle Fräbel           | 21,347 s (6) | 21,193 s (5) | 21,107 s (3) | 1:03,647 Minuten |
| 6     | Selina-Marie Weißbrodt | 21,285 s (5) | 21,386 s (7) | 21,458 s (6) | 1:04,129 Minuten |
| 7     | Anna Saulīte           | 21,716 s (7) | 21,282 s (6) | 21,532 s (7) | 1:04,530 Minuten |

### Altersklasse Jugend A

#### Männlich
| Platz | Sportler         | Laufzeit 1    | Laufzeit 2    | Laufzeit 3    | Endzeit          |
| ----- | ---------------- | ------------- | ------------- | ------------- | ---------------- |
| 1     | Nico Baum        | 20,682 s (4)  | 20,445 s (1)  | 20,453 s (2)  | 1:01,580 Minuten |
| 2     | Juri Gatt        | 20,603 s (1)  | 20,523 s (2)  | 20,554 s (3)  | 1:01,680 Minuten |
| 3     | Mateusz Karaś    | 20,946 s (8)  | 20,562 s (3)  | 20,346 s (1)  | 1:01,854 Minuten |
| 4     | Sakis Ganitis    | 20,645 s (2)  | 20,608 s (4)  | 20,634 s (5)  | 1:01,887 Minuten |
| 5     | Valentin Steudte | 20,750 s (5)  | 20,616 s (5)  | 20,618 s (4)  | 1:01,984 Minuten |
| 6     | Riccardo Schöpf  | 20,671 s (3)  | 20,806 s (10) | 20,771 s (8)  | 1:02,248 Minuten |
| 7     | Paul Hepper      | 20,789 s (6)  | 20,761 s (9)  | 20,779 s (10) | 1:02,329 Minuten |
| 8     | Jakub Karaś      | 21,063 s (11) | 20,723 s (6)  | 20,662 s (6)  | 1:02,448 Minuten |
| 9     | Jonas Zander     | 20,941 s (7)  | 20,755 s (8)  | 20,778 s (9)  | 1:02,474 Minuten |
| 10    | Tobias Bartsch   | 20,995 s (10) | 20,723 s (6)  | 20,784 s (11) | 1:02,502 Minuten |
| 11    | Colin Deckert    | 20,953 s (9)  | 20,907 s (11) | 20,701 s (7)  | 1:02,561 Minuten |
| 12    | Nedyalko Iwanow  | 21,626 s (13) | 21,213 s (12) | 21,225 s (12) | 1:04,064 Minuten |
| 13    | Iwailo Stamenow  | 21,508 s (12) | 21,359 s (13) | 21,360 s (13) | 1:04,227 Minuten |

#### Weiblich
| Platz | Sportler             | Laufzeit 1    | Laufzeit 2    | Laufzeit 3    | Endzeit          |
| ----- | -------------------- | ------------- | ------------- | ------------- | ---------------- |
| 1     | Lisa Lerch           | 20,598 s (1)  | 20,730 s (4)  | 20,701 s (2)  | 1:02,029 Minuten |
| 2     | Franziska Buff       | 20,764 s (2)  | 20,747 s (5)  | 20,572 s (1)  | 1:02,083 Minuten |
| 3     | Luisa Romanenko      | 20,886 s (4)  | 20,574 s (1)  | 20,763 s (4)  | 1:02,223 Minuten |
| 4     | Selina Egle          | 20,778 s (3)  | 20,820 s (7)  | 20,737 s (3)  | 1:02,335 Minuten |
| 5     | Elisa Storch         | 20,944 s (7)  | 20,624 s (2)  | 20,779 s (6)  | 1:02,347 Minuten |
| 6     | Lea-Michelle Dietsch | 20,889 s (5)  | 20,716 s (3)  | 20,766 s (5)  | 1:02,371 Minuten |
| 7     | Lara Kipp            | 20,954 s (8)  | 20,768 s (6)  | 20,826 s (8)  | 1:02,548 Minuten |
| 8     | Laura Skel           | 20,927 s (6)  | 20,883 s (8)  | 20,806 s (7)  | 1:02,616 Minuten |
| 9     | Barbara Allmaier     | 21,204 s (10) | 21,092 s (9)  | 21,002 s (9)  | 1:03,298 Minuten |
| 10    | Madlen Loß           | 21,194 s (9)  | 21,191 s (10) | 21,035 s (10) | 1:03,420 Minuten |
| 11    | Deti Marinowa        | 21,334 s (11) | 21,287 s (11) | 21,451 s (11) | 1:04,072 Minuten |
| 12    | Mihaela Stamenowa    | 21,476 s (12) | 22,201 s (12) | 21,498 s (12) | 1:05,175 Minuten |